# Novotel

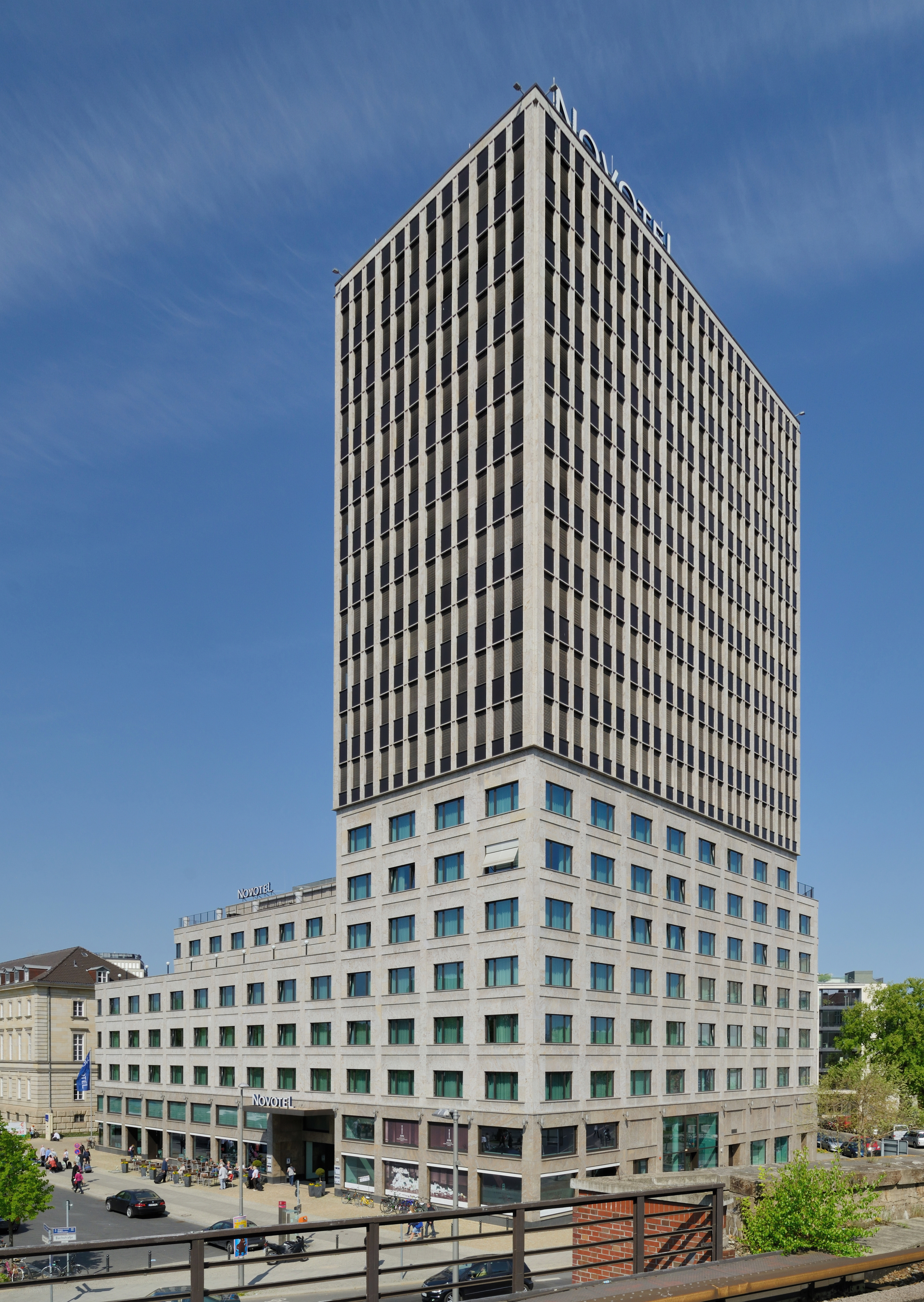
Novotel Berlin am Tiergarten

Novotel är en fransk internationell hotellkedja med 559 hotel i 65 länder som ingår i AccorHotels. Företaget grundades 1967 i Frankrike och växte till det som blev Accor-gruppen 1983, och Novotel förblev ett pelarvarumärke i Accors strategi för flera varumärken.